# Novo Triunfo
Novo Triunfo is een gemeente in de Braziliaanse deelstaat Bahia. De gemeente telt 14.763 inwoners (schatting 2009).